# 西福特计划
西福特计划（Project West Ford），别名西福特针（Westford Needles）或针计划（Project Needles），是一个通过在以近地轨道上散布金属针形成云状环来反射无线电信号，从而解决当时美军在通信方面存在的重大弱点的计划。

## 计划概况

### 背景
在冷战时期，远距离的国际通信主要依靠海底电缆和自然存在的电离层反射无线电。美军对万一被当时的苏联切断其海底电缆后要依靠性质不稳定的电离层来联络其海外部队感到担忧，因而寻求能在全球范围内都可以稳定地以无线方式通讯的办法。

### 内容
本计划打算将4亿3000万根 铜制偶极天线（全长1.78厘米，直径25.4微米（1961年）/17.8微米（1963年）的针状物）散布在轨道上形成云状环，然后通过设置在西福特镇的卫星天线作辅助远程通信。
美国军方委托麻省理工学院的林肯实验室实施计划。

### 实施与结果
第一次散布于1961年10月21日，但并没有成功。第二次散布则于1963年5月9日成功，在轨道上形成人工的环状针云并成功通信。然而由于现代通信卫星的发展和遭到各界的抗议，本技术最终未能获得广泛运用。

### 太空垃圾
本计划散布的针状物分布于高度在3500公里到3800公里之间，轨道倾角在96度到87度之间的轨道范围，最终成为了太空垃圾
。根据当时美国联合国大使阿德莱·史蒂文森的说法，在太阳辐射压力的作用下，这些针将会在短短3年内离开轨道。但事实上直到现在仍有相当数目的针残留在轨道上， 偶然才会返回大气层。

### 国际影响
- 英国的无线电天文学者、光学天文学者与皇家天文学会抗议了此次事件。[8][9][10]
- 苏联的《真理报》也以“美国玷污了宇宙”为论点作出抗议。[11]
- 这次事件最终被提交到联合国[12]，并最后对1967年的外层空间条约所含条款造成了影响。[8]

### 相关的国际条约
- 外层空间条约